# Proseminar
Proseminar je uvodni, pripravljalni seminar na univerzi. Namenjen je seznanitvi z metodologijo stroke in uvajanju v znanstveno delo.